# Canton de Narbonne-Sud
Le canton de Narbonne-Sud est une ancienne division administrative française située dans le département de l'Aude.

## Géographie
Ce canton était organisé autour de Narbonne dans l'arrondissement de Narbonne. Son altitude variait de 0 m (Bages) à 285 m (Narbonne) pour une altitude moyenne de 12 m.

## Histoire
Le canton a été créé en 1973 en divisant en trois l'ancien canton de Narbonne

## Représentation
| Période | Période          | Identité        | Étiquette | Qualité                                                                                                 |
| ------- | ---------------- | --------------- | --------- | --- |
| 1973    | 1976             | Pierre Tournier | PS        | Professeur de mathématiques, conseiller municipal de Narbonne (1977→1989) Maire de Lézignan (1989→2009) |
| 1976    | 1986 (démission) | Hubert Mouly    | DVD       | Avocat Maire de Narbonne (1971→1999)                                                                    |
| 1986    | 1992 (démission) | Alain Madalle   | DVD       | Proviseur Adjoint au Maire de Narbonne Député (1993→1997)                                               |
| 1992    | 1999 (démission) | Michel Moynier  | DVD       | Kinésithérapeute Maire de Narbonne (1999→2008) Conseiller régional                                      |
| 1999    | 2015             | Robert Déjean   | DVD       | Oenologue Adjoint au maire de Narbonne                                                                  |

## Culture, Terroir et Produits
Le canton avait sur son territoire les appellations qualitatives suivantes :
- Vin de pays des Coteaux du Littoral Audois : commune de Bages

## Composition
Le canton de Narbonne-Sud se composait d’une fraction de la commune de Narbonne et de la commune de Bages. Il comptait 14 714 habitants (population municipale) au 1er janvier 2012.
| Nom                  | Code Insee | Intercommunalité  | Population (dernière pop. légale)               |
| -------------------- | ---------- | ----------------- | ----------------------------------------------- |
| Narbonne (chef-lieu) | 11262      | CA Grand Narbonne | Fraction : 13 850(2012) Commune : 52 855 (2014) |
| Bages                | 11024      | CA Grand Narbonne | 871 (2014)                                      |

## Démographie
| 1975 | 1982 | 1990   | 1999   | 2006   | 2011   | 2012   |
| ---- | ---- | ------ | ------ | ------ | ------ | ------ |
| -    | -    | 16 475 | 16 043 | 16 898 | 15 239 | 14 714 |